# وزارت راه و شهرسازی
وزارت راه و شهرسازی یکی از وزارت‌خانه‌های دولت ایران است. پیشینه شکل‌گیری این وزارت‌خانه به سال ۱۲۶۰ و تأسیس وزارت فوائد عامه در دوران سلطنت ناصرالدین‌شاه بازمی‌گردد. فرم کنونی این وزارت‌خانه در ۳۱ خرداد ۱۳۹۰ با رأی مجلس و تأیید شورای نگهبان، از ادغام وزارت راه و ترابری با وزارت مسکن و شهرسازی شکل گرفت.
وزارت راه و شهرسازی متولی ادارهٔ امور حمل‌ونقل زمینی، دریایی و هوایی در محدودهٔ داخلی کشور و ارتباطات ترابری میان ایران و دیگر کشورهای جهان، همچنین سیاست‌گذاری در حوزه مسکن و شهرسازی در کشور می‌باشد. هم‌اکنون فرزانه صادق به‌عنوان وزیر وزارت راه و شهرسازی فعالیت می‌کند.

## تاریخچه

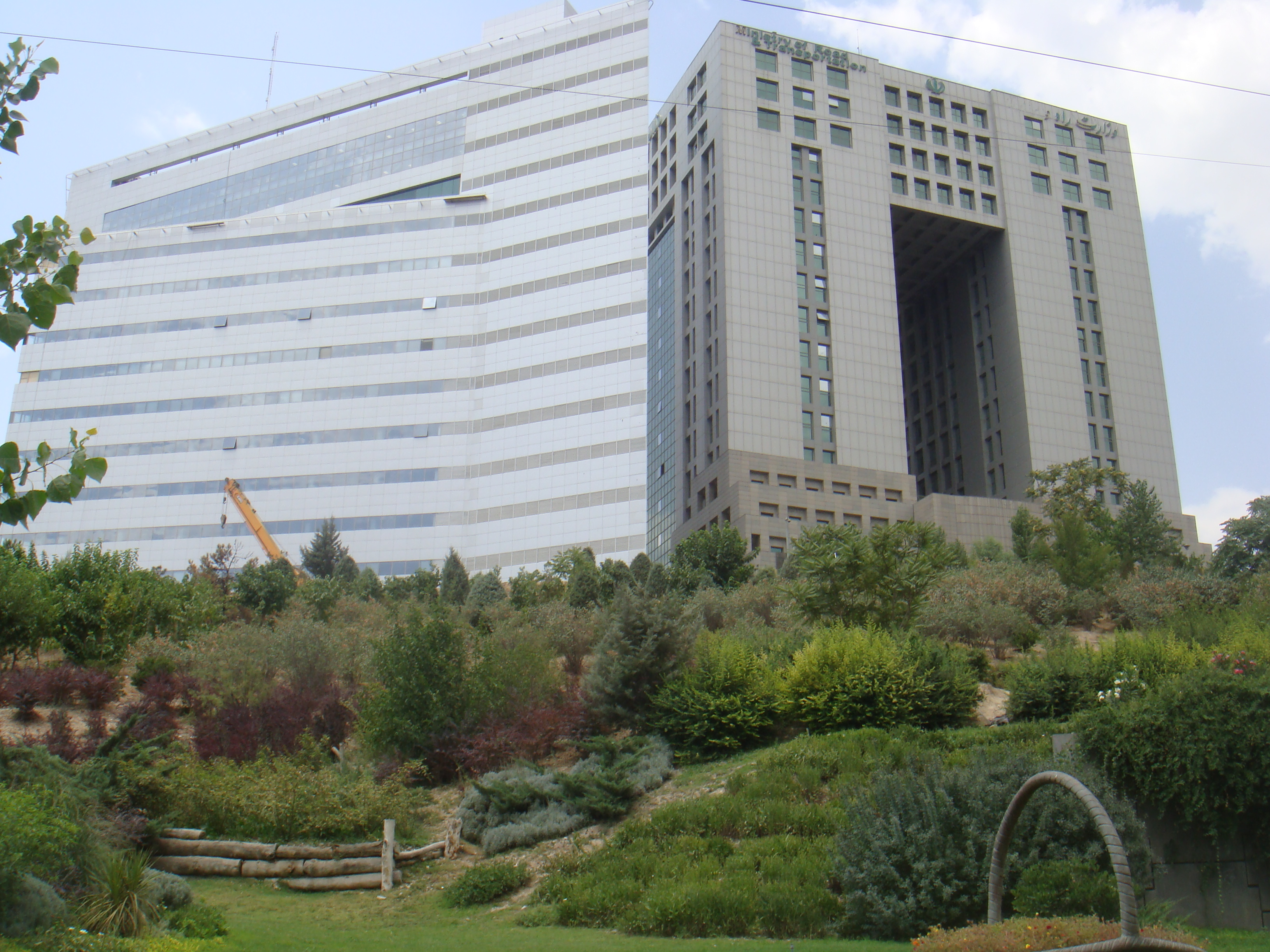
ساختمان وزارت راه و شهرسازی در تهران

ساختار و سازمان وزارت راه و شهرسازی در درازای مدتی که از فعالیت آن می‌گذشته‌است به‌دلیل ضرورت‌های ملی به دفعات دچار تغییر و تحول گشته‌است. روند این تحول را می‌توان به دوره‌های زیر تقسیم‌بندی نمود.

### وزارت فوائد عامه
وزارت فوائد عامه در سال ۱۲۶۰ مقارن با ۱۲۹۸ هجری قمری و در دوران سلطنت ناصرالدین‌شاه وزارت فوائد عامه بنیانگذاری شد و امور مربوط بر ساخت راه، پل و راه‌داری برعهدهٔ وزارت‌خانهٔ مذکور گذاشته شد. این وزارت‌خانه تدریجاً در سال‌های پس از بنیانگذاری به وظائف دیگری مانند تجارت و فلاحت پرداخته که به همین دلیل بعدها بنام وزارت فوائد عامه و تجارت و فلاحت تغییر نام یافت. هزینه‌های راه‌سازی در این دوران با اخذ «باج راه» که در راه‌دارخانه‌ها گرفته می‌شده تأمین می‌گردید و این مبلغ سالیانه از سه میلیون ریال تجاوز نمی‌کرد.

### وزارت راه و ترابری
از سال ۱۳۰۱ اداره‌ای بنام «اداره‌کل طرق و شوارع» در وزارت فلاحت و تجارت و فوائد عامه به‌منظور اقدام مؤثر برای ساختمان راه‌ها، نگهداری و بهره‌برداری تشکیل گردید. این اداره‌کل، راه‌های کشور را به نواحی مختلف تقسیم و مسئولیتی برای ادارهٔ امور تعمیر و نگهداری آن‌ها معین کرد.
در ۲۷ اسفند ۱۳۰۸ به‌موجب قانونی که از مجلس شورای ملی گذشت، اداره‌کل طرق و شوارع به «وزارت طرق و شوارع» تبدیل و در ۲۸ فروردین ۱۳۰۹ سید حسن تقی‌زاده به‌عنوان نخستین وزیر طرق و شوارع به مجلس شورای ملی معرفی شد. با تأسیس این وزارت‌خانه، راه‌سازی در ایران گسترش یافت و با امکاناتی که تدریجاً فراهم شد، برنامه‌ها و پروژه‌های راه‌سازی ادامه پیدا کرد.
در سال ۱۳۱۵ وزارت طرق و شوارع با تصویب مجلس شورای ملی به «وزارت راه» تغییر نام یافت.
در تاریخ ۱۶ تیر ۱۳۵۳ به‌منظور اعمال سیاست جامع و هماهنگ برای ترابری کشور و توسعه و تجهیز، گسترش، نگاهداری و ایجاد تأسیسات زیربنایی آن با توجه به مقتضیات توسعهٔ اجتماعی، اقتصادی و عمرانی و دفاع ملی با رعایت قوانین مربوط نام وزارت راه به «وزارت راه و ترابری» تغییر یافت.

### وزارت مسکن و شهرسازی
به‌موجب قانون مشتمل بر ۱۰ ماده و ۷ تبصره در مورخ ۱۳۴۲/۱۲/۲۲ به تصویب رسید، وزارت‌خانه‌ای از تلفیق بانک ساختمانی، سازمان خانه‌سازی وزارت دارائی و دفاتر فنی سازمان برنامه بنام «وزارت آبادانی و مسکن» تأسیس و موجودیت یافت.
در سال ۱۳۵۳ وزارت آبادانی و مسکن با تصویب مجلس شورای ملی به «وزارت مسکن و شهرسازی» تغییر نام می‌یابد و تعیین وظایف آن از طرف مجلس انجام می‌شود.

### ادغام و جابه‌جایی
طبق برنامهٔ پنجم توسعه برای کوچک‌سازی دولت قرار بود که وزارت‌خانه‌های دولت از ۲۱ (که پس از تشکیل وزارت ورزش و جوانان به ۲۲ تا رسید) به ۱۷ تا بکاهد. برای همین دولت تصمیم گرفت که فرایند ادغام چند وزارت‌خانه را آغاز کند؛ از جمله ادغام وزارت راه و ترابری در مسکن و شهرسازی. از این رو ماجرا در هیئت دولت تصویب شد و آمادهٔ ارائه به مجلس.
پس در آغاز ادغام دو وزارت‌خانهٔ راه و ترابری و مسکن و شهرسازی در هیئت دولت تصویب شد و وزارت امور زیربنایی نام گرفت. در آن هنگام وزارت راه و ترابری پس از استیضاح حمید بهبهانی هنوز زیردست رئیس‌جمهور بود. وی همان وزیر مسکن و شهرسازی علی نیکزاد را به سرپرستی وزارت گماشت و برای وزارت امور زیربنایی به مجلس معرفی کرد.
در ۴ خرداد ۱۳۹۰ لایحهٔ وظیفه‌ها و اختیارات وزارت را به مجلس دادند.
۱۱ خرداد مجلس به ادغام وزارت‌خانه‌های راه و ترابری، مسکن و شهرسازی و ارتباطات و فناوری اطلاعات رأی داد و وزارت امور زیربنایی و ارتباطات رای داد که شورای نگهبان، چون دولت ادغام وزارت ارتباطات با این دو را تصویب نکرده‌بود، رد کرد.
در تاریخ ۳۱ خرداد ۱۳۹۰ با تصویب مجلس شورای اسلامی و در ۱ تیر تأیید شورای نگهبان قانون اساسی، وزارت راه و ترابری با وزارت‌خانهٔ مسکن و شهرسازی ادغام شد و وزارت ارتباطات و فناوری اطلاعات از او بیرون رفت، و با تصویب مجلس تغییر نام آن را، وزارت راه و شهرسازی درست شد. پس همهٔ وظیفه‌های دو وزارت‌خانه و وزیرهایشان به وزارت نوین و وزیر او رسید.

## وزیران
| \| وزارت مسکن در دورهٔ پهلوی \| نام \| کابینه \| \| ------------------------ \| ------------------ \| ------------ \| \| اسفند ۱۳۴۲ تا بهمن ۱۳۴۳ \| دکتر هوشنگ نهاوندی \| حسنعلی منصور \| \| ۱۳۴۷ \| غلامرضا نیک‌پی \| هویدا \| \| ۱۳۴۸ \| کورس آموزگار \| \| \| \| دکتر محمد یگانه \| \| \| \| جابر انصاری \| \| \| \| منوچهر به رون \| \| \| \| فیروز توفیق \| \| \| \| پرویز آوندی \| \| \| \| امیر ربیعی \| \| |                    |              |
| وزارت مسکن در دورهٔ پهلوی | نام                | کابینه       |
| اسفند ۱۳۴۲ تا بهمن ۱۳۴۳ | دکتر هوشنگ نهاوندی | حسنعلی منصور |
| ۱۳۴۷ | غلامرضا نیک‌پی      | هویدا        |
| ۱۳۴۸ | کورس آموزگار       |              |
| | دکتر محمد یگانه    |              |
| | جابر انصاری        |              |
| | منوچهر به رون      |              |
| | فیروز توفیق        |              |
| | پرویز آوندی        |              |
| | امیر ربیعی         |              |

| \| وزارت مسکن و شهرسازی پس از انقلاب \| نام \| کابینه \| \| ---------------------------------------------------------- \| ---------------------- \| ---------------------------------- \| \| ۲۴ بهمن ۱۳۵۷ تا ۱۴ آبان ۱۳۵۸ \| مصطفی کتیرایی \| مهدی بازرگان \| \| ۲۶ آبان ۱۳۵۸ تا ۱۹ شهریور ۱۳۵۹ \| محسن یحیوی \| شورای انقلاب \| \| ۱۹ شهریور ۱۳۵۹ تا ۱۲ شهریور ۱۳۶۰ \| محمدشهاب گنابادی \| محمد علی رجایی، محمد جواد باهنر \| \| ۱۲ شهریور ۱۳۶۰ تا ۱۱ آبان ۱۳۶۰ \| محمدشهاب گنابادی \| شورای موقت ریاست جمهوری \| \| ۱۱ آبان ۱۳۶۰ تا ۶ شهریور ۱۳۶۲ \| محمدشهاب گنابادی \| میرحسین موسوی \| \| ۶ شهریور ۱۳۶۲ تا ۲۴ مرداد ۱۳۶۳ \| میرحسین موسوی (سرپرست) \| میرحسین موسوی \| \| ۲۴ مرداد ۱۳۶۳ تا ۲۵ مرداد ۱۳۷۲ \| سراج‌الدین کازرونی \| میرحسین موسوی، اکبر هاشمی رفسنجانی \| \| ۲۵ مرداد ۱۳۷۲ تا ۲۹ مرداد ۱۳۷۶ \| عباس آخوندی \| اکبر هاشمی رفسنجانی \| \| ۲۹ مرداد ۱۳۷۶ تا ۲ شهریور ۱۳۸۴ \| علی عبدالعلی‌زاده \| سید محمد خاتمی \| \| ۲ شهریور ۱۳۸۴ تا ۱۲ شهریور ۱۳۸۸ \| محمد سعیدی‌کیا \| محمود احمدی‌نژاد \| \| ۱۲ شهریور ۱۳۸۸ تا ۵ تیر ۱۳۹۰ (ادغام در وزارت راه و ترابری) \| علی نیکزاد \| محمود احمدی‌نژاد \| |                        |                                    |
| وزارت مسکن و شهرسازی پس از انقلاب | نام                    | کابینه                             |
| ۲۴ بهمن ۱۳۵۷ تا ۱۴ آبان ۱۳۵۸ | مصطفی کتیرایی          | مهدی بازرگان                       |
| ۲۶ آبان ۱۳۵۸ تا ۱۹ شهریور ۱۳۵۹ | محسن یحیوی             | شورای انقلاب                       |
| ۱۹ شهریور ۱۳۵۹ تا ۱۲ شهریور ۱۳۶۰ | محمدشهاب گنابادی       | محمد علی رجایی، محمد جواد باهنر    |
| ۱۲ شهریور ۱۳۶۰ تا ۱۱ آبان ۱۳۶۰ | محمدشهاب گنابادی       | شورای موقت ریاست جمهوری            |
| ۱۱ آبان ۱۳۶۰ تا ۶ شهریور ۱۳۶۲ | محمدشهاب گنابادی       | میرحسین موسوی                      |
| ۶ شهریور ۱۳۶۲ تا ۲۴ مرداد ۱۳۶۳ | میرحسین موسوی (سرپرست) | میرحسین موسوی                      |
| ۲۴ مرداد ۱۳۶۳ تا ۲۵ مرداد ۱۳۷۲ | سراج‌الدین کازرونی      | میرحسین موسوی، اکبر هاشمی رفسنجانی |
| ۲۵ مرداد ۱۳۷۲ تا ۲۹ مرداد ۱۳۷۶ | عباس آخوندی            | اکبر هاشمی رفسنجانی                |
| ۲۹ مرداد ۱۳۷۶ تا ۲ شهریور ۱۳۸۴ | علی عبدالعلی‌زاده       | سید محمد خاتمی                     |
| ۲ شهریور ۱۳۸۴ تا ۱۲ شهریور ۱۳۸۸ | محمد سعیدی‌کیا          | محمود احمدی‌نژاد                    |
| ۱۲ شهریور ۱۳۸۸ تا ۵ تیر ۱۳۹۰ (ادغام در وزارت راه و ترابری) | علی نیکزاد             | محمود احمدی‌نژاد                    |

## ماموریت‌ها و چشم‌اندازها
- تأمین راه‌های کشور اعم از زمینی (راه و راه‌آهن) و راه‌های دریائی و هوائی
- اداره امور ترابری کشور، پی‌ریزی سیاست جامع هماهنگ برای آن و ایجاد توسعه، تجهیز، گسترش و نگاهداری تأسیسات زیربنایی آن با توجه به مقتضیات توسعه اجتماعی، اقتصادی، عمرانی و دفاع ملی
- تعیین مراکز جمعیتی و تعادل مطلوب بین جمعیت و وسعت شهرها در سطح کشور به‌منظور برنامه‌ریزی عمران منطقه‌ای و استفاده بهتر از منابع سرزمین نظیر خاک و آب و جلوگیری از ایجاد مشکلات شهری در اثر رشد و توسعه ناموزون آن‌ها و در نتیجه اتلاف منابع اقتصادی و انسانی کشور
- مدیریت یکپارچه زمین با همکاری دستگاه‌های اجرائی
- تأمین رفاه اجتماعی در زمینه مسکن
- مشارکت در ساماندهی بازار سرمایه در امر زمین و مسکن
- کمک به حفظ تعادل اقتصادی از طریق اعمال سیاست‌های تشویقی و استفاده از سرمایه‌گذاری در امر ساختمان و مسکن
- راهبری تحقیقات ساختمانی به‌منظور ایمن‌سازی ساختمان‌ها در قبال حوادث طبیعی، استفاده بهتر از منابع و مصالح محلی و افزایش کیفیت مصنوعات ساختمانی
- هماهنگی و تمرکز در تهیه واجرای طرح‌ها و ساختمان‌های دولتی و عمومی در سطح کشور

## معاونت‌های ستادی
- معاونت برنامه‌ریزی و مدیریت منابع
- معاونت مسکن و ساختمان
- معاونت گسترش مدیریت و منابع انسانی
- معاونت حمل‌ونقل
- معاونت شهرسازی و معماری
- معاونت حقوقی، امور مجلس و استان‌ها

## سازمان‌ها، شرکت‌ها و مراکز تابعه
- سازمان ملی زمین و مسکن
- سازمان بنادر و دریانوردی
- سازمان مجری ساختمان‌ها و تأسیسات دولتی و عمومی
- سازمان راهداری و حمل‌ونقل جاده‌ای
- سازمان نظام مهندسی ساختمان
- شرکت راه‌آهن جمهوری اسلامی ایران
- سازمان هواشناسی کشور
- سازمان هواپیمایی کشوری
- شرکت فرودگاه‌ها و ناوبری هوایی ایران
- شرکت هواپیمایی جمهوری اسلامی ایران (هما) (ایران ایر)
- شرکت بازآفرینی شهری ایران
- شرکت ساخت و توسعه زیربناهای حمل‌ونقل کشور
- شرکت عمران شهرهای جدید
- آزمایشگاه فنی و مکانیک خاک
- مرکز تحقیقات راه، مسکن و شهرسازی
- بنیاد مسکن انقلاب اسلامی
- صندوق ملی مسکن

## شوراها و هیئت‌ها
- شورای‌عالی هماهنگی ترابری کشور
- شورای‌عالی فنی امور زیربنایی حمل‌ونقل
- شورای‌عالی شهرسازی و معماری ایران
- ستاد ملی بازآفرینی پایدار
- کمیسیون ایمنی راه‌ها
- شورای‌عالی سازماندهی مبادی ورودی و خروجی مجاز زمینی کشور
- شورای‌عالی هواپیمایی کشوری

## سامانه‌ها

### سامانه ملی املاک و اسکان
سامانه ملی املاک و اسکان برای جمع‌آوری کلیهٔ اطلاعات محل سکونت و املاک تحت مالکیت ایرانیان در یک سامانهٔ واحد ایجاد شد و در آدرس amlak.mrud.ir قابل دسترسی است. از دلایل راه‌اندازی این سامانه، ممکن شدن اخذ مالیات به‌ویژه مالیات از خانه‌های خالی اعلام شده‌است.

### سامانه شهراه
این سامانه به‌منظور ارائه یکپارچهٔ خدمات به شهروندان، سال ۱۳۹۵ راه‌اندازی شد.